# Bác Hưng
Bác Hưng (tiếng Trung: 博兴县, Hán Việt: Bác Hưng huyện) là một huyện thuộc địa cấp thị Tân Châu (滨州市), tỉnh Sơn Đông, Trung Quốc. Huyện này có 10 trấn, 50 khu quản, 448 thôn hành chính, 14,16 vạn hộ, dân số 47,08 vạn người, trong đó 39.78 vạn là nông dân, còn lại 7,3 vạn là phi nông nghiệp.